# Politiezone Gent
De Politiezone Gent (zonenummer 5415) is een Belgische politiezone die werkt in de Oost-Vlaamse provinciehoofdstad Gent. Sinds 2011 is Filip Rasschaert korpschef van de politiezone. 
Ze verzorgt de basispolitiezorg voor meer dan 260.000 inwoners in een gebied van ongeveer 156,18 km². Er werken circa 1250 mensen. 

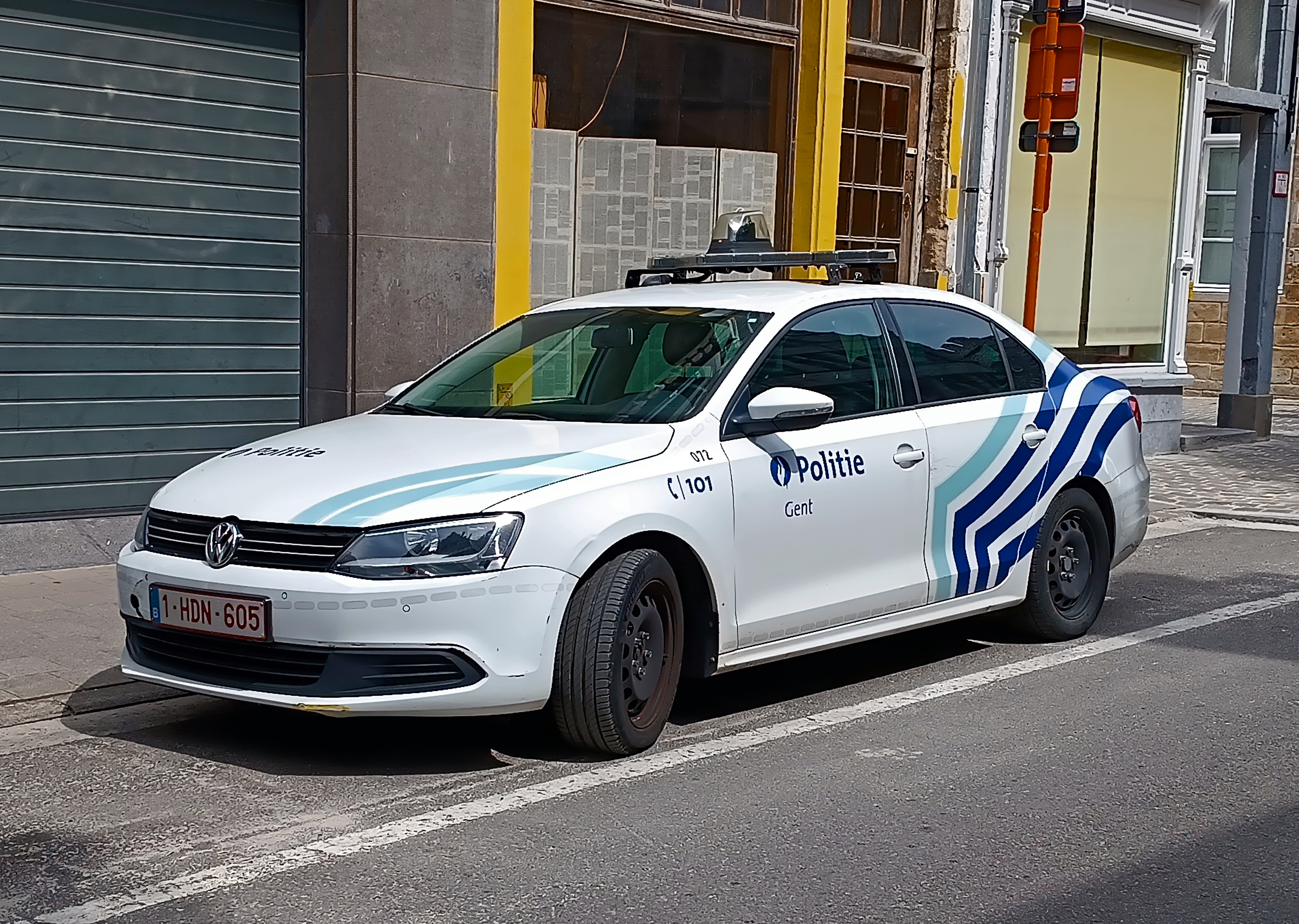
Een voertuig van de lokale politie Gent

De dertien commissariaten bestaan uit zes grote commissariaten:
- Gent Centrum
- Sint-Amandsberg
- Gentbrugge
- Gent-West
- Nieuw Gent
- Wondelgem

En zeven respectievelijke bijcommissariaten:
- Oostakker
- Sint-Kruis-Winkel
- Ledeberg
- Drongen
- Zwijnaarde
- Sint-Denijs-Westrem
- Meulestede